# Guillermo Fariñas

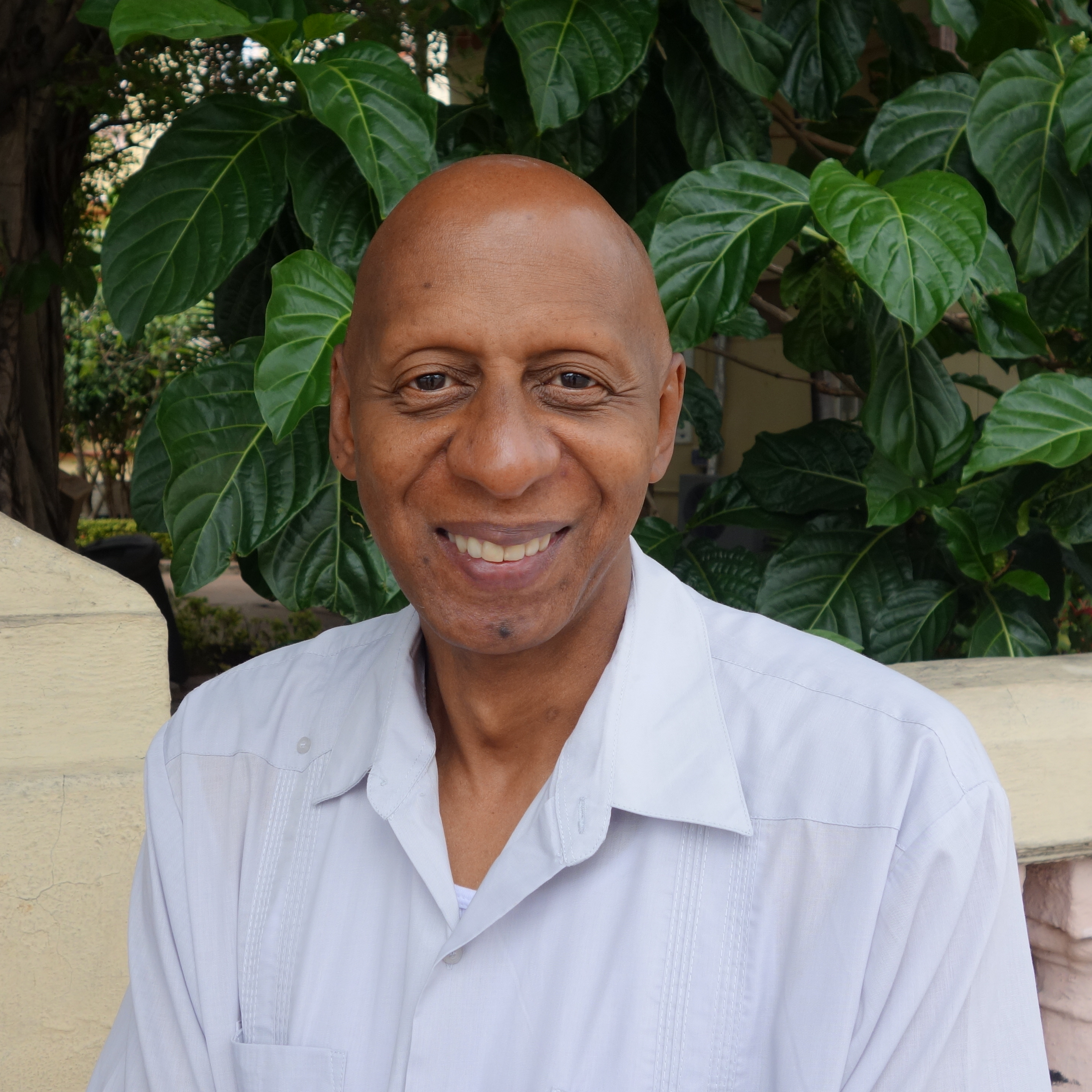
Guillermo Fariñas (2014)

Guillermo Fariñas Hernández (biệt danh là "El Coco") (sinh ngày 3 tháng 1 năm 1962) là một nhà tâm lý học, nhà báo tự do và người bất đồng chính kiến người Cuba. Ông đã tiến hành 23 cuộc tuyệt thực trong những năm qua để phản đối chính phủ đương thời ở nước Cộng hòa Cuba. Ông nói rằng mình sẵn sàng hy sinh trong cuộc tranh đấu chống lại việc kiểm duyệt báo chí ở Cuba.

## Cuộc đời
Fariñas sinh tại Santa Clara. Vào năm 1981, ông tham chiến ở Angola trong Quân đội Cuba, chiến đấu dưới quyền chỉ huy của Đại tá Antonio Enrique Luzon, bị thương trong trận chiến và được thưởng các huy chương. Năm 1982 Fariñas sang học quân sự ở Tambov, Liên Xô (cũ). Năm 1993 ông được bầu làm Tổng thư ký Liên đoàn Lao động của ngành Y tế Cuba. Vào năm 1995, ông bị vào tù sau khi tố cáo các vụ tham nhũng của Ban giám đốc bệnh viện. Trong cuộc phỏng vấn của tạp chí Harper năm 2007 ("Cuộc chiến của lý tưởng = Battle of Ideas") Fariñas đã mô tả các Sĩ quan An ninh Quốc gia khi giam giữ ông ở Santa Clara, đã cưỡng bức đưa ông vào khu bệnh viện tâm thần một đêm và ở đây ông bị tiêm một mũi thuốc không biết là thuốc gì, dưới sự giám sát của các Sĩ quan An ninh nói trên.
Cha của Fariñas cũng đã từng gia nhập lực lượng vũ trang Cuba và chiến đấu ở Congo dưới sự chỉ huy của Che Guevara trong thập niên 1960.

## Cuộc tuyệt thực 2006
Vào năm 2006, Fariñas đã tuyệt thực 7 tháng để phản đối việc kiểm duyệt Internet ở nước Cộng hòa Cuba. Ông chấm dứt tuyệt thực vào mùa thu năm 2006, do sức khỏe bị suy yếu nghiêm trọng . Hành động tuyệt thực chống đối của ông đã lôi kéo sự chú ý trên khắp thế giới và tổ chức Phóng viên không biên giới đã trao giải thưởng tự do-cyber (cyber-freedom prize) cho ông năm 2006., và ông cũng được nhận giải Nhân quyền Quốc tế (International Human Rights Award) ở Weimar

## Cuộc tuyệt thực 2010
Ngày 26 tháng 2 năm 2010, Fariñas lại tuyên bố làm một cuộc tuyệt thực nữa để phản đối về cái chết của người bạn bất đồng chính kiến Orlando Zapata Tamayo. Ông đã tỏ ý là mình sẽ tuyệt thực cho tới khi 26 người tù vì lương tâm khác đã bị bệnh trầm trọng được thả ra. Ngày 1 tháng 4 năm 2010, ông phải vào bệnh viện ở thành phố quê hương Santa Clara, được truyền dung dịch lỏng vào tĩnh mạch vì ông đã bị suy sụp ngày 11 tháng 3 năm 2010. Tình trạng sức khỏe của ông được cho là yếu, nhưng ổn định. 

### Sự trả lời của chính phủ Cuba
| “                                       | Cuba sẽ không chấp nhận áp lực hoặc hăm dọa, mà các nhóm truyền thông quan trọng của phương Tây lại một lần nữa kêu gọi sự chú ý đến một lời nói dối đúc sẵn. Nó không phải là liều thuốc để giải quyết một vấn đề được tạo ra có chủ ý làm mất uy tín hệ thống chính trị của chúng tôi - mà đúng hơn là dành cho chính bệnh nhân, các người không yêu nước, các nhà ngoại giao nước ngoài và các phương tiện truyền thông đã lôi kéo ông ta. Hậu quả sẽ là trách nhiệm của họ, và chỉ của riêng họ. | ” |
| — (báo Granma ngày 08 tháng 3 năm 2010) | |   |

Tờ báo Granma của Nhà nước Cuba nói rằng những khó khăn pháp lý của 
Fariñas bắt đầu "vì một sự đấu khẩu về vật chất với một nữ đồng nghiệp - chứ không phải chính trị" và miêu tả ông là "một điệp viên được trả lương của Hoa Kỳ" và nhân viên của ban phụ trách quyền lợi của Hoa Kỳ ở Habana (United States Interests Section in Havana).
Ngày thứ Năm 08 tháng 7 năm 2010, Fariñas kết thúc tuyệt thực 134 ngày của ông, sau những dấu hiệu chính quyền Cộng hòa Cuba thực hiện lời hứa của mình là phóng thích 52 tù nhân chính trị.

## Giải thưởng Sakharov 2010
Vào ngày 20 tháng 10 năm 2010, Fariñas được Nghị viện châu Âu trao Giải thưởng Sakharov cho Tự do Tư tưởng. Khi trao giải, Nghị viện châu Âu đã khen ngợi Fariñas, nói rằng Ông là một "biểu tượng của cuộc chiến đấu cho tự do ngôn luận". Đây là lần thứ ba giải này được trao cho một nhà bất đồng chính kiến người Cuba.